# Injection intravitréenne
Une injection intravitréenne (ou IVT) est une procédure médicale consistant à injecter un agent pharmacologique dans le corps vitré, en arrière de la rétine.

## Produits injectés
Les produits pouvant être injectés dans le corps vitré sont, par ordre de fréquence :
- les anti-VEGF (anti-vascular epithelial groth factor) : ranibizumab, abflibercept et bevacizumab[2] ;
- les corticoïdes : dexamethasone, flucitasone[3] ;
- les antibiotiques : vancomycine, ceftazidime, etc.[4]

## Pathologies traitées
Les IVT sont le traitement de référence des pathologies suivantes :
- la DMLA humide ;
- les occlusions veineuses rétiniennes (OVCR) ;
- l'œdème maculaire diabétique ;
- les néovaisseaux : myopie forte, post-uvéite, drépanocytose, rétinopathie du prématuré ;
- les uvéites postérieures.

## Procédure
La procédure se déroule sous anesthésie locale, au cabinet ou à la clinique. Il n'y a pas besoin d'être à jeun ni de consulter un anesthésiste.
Elle consiste en les étapes suivantes :
- anesthésie locale par gouttes d'oxybuprocaïne ou de tétracaïne ;
- double désinfection à la bétadine ophtalmique ;
- protection du visage avec un champ stérile troué ;
- mise en place d'un blépharostat afin de garder l'œil ouvert ;
- réalisation de l'injection dans le corps vitré à l'aide d'une aiguille 30 gauges à 3,5 ou 4 mm du limbe ;
- rinçage abondant au sérum physiologique ;
- pas de coque ni de pansement.

## Effets indésirables et complications
Il faut discerner les effets indésirables, qui sont des désagréments bénins et réversibles, des complications. Ainsi pour les effets indésirables, il faut retenir : l'hémorragie sous-conjonctivale (HSC), la rougeur oculaire, les corps flottants (myodésopsies) et le prurit.
Les complications vraies sont, par ordre de gravité : l'endophtalmie, infection grave de l'œil ; le décollement de rétine , la cataracte traumatique.